# Königliche Direktion der Aachen-Düsseldorf-Ruhrorter Eisenbahn
Die Königliche Direction der Aachen-Düsseldorf-Ruhrorter Eisenbahn mit Sitz in Aachen wurde mit „Allerhöchstem Erlaß vom 4. März 1850“ gegründet. Sie betrieb ab dem 1. April 1850 zwei schon seit ihrer Gründung zusammenarbeitende Bahngesellschaften:
- Ruhrort-Crefeld-Kreis Gladbacher Eisenbahngesellschaft, gegründet 1844 und landesherrlich bestätigt am 21. August 1846. Preußische Konzession vom 8. Januar 1847 zum Bau der Strecke von Homberg über Trompet, Uerdingen und Viersen nach Gladbach (Bahnstrecke Duisburg-Ruhrort–Mönchengladbach).
- Aachen-Neuß-Düsseldorfer Eisenbahngesellschaft, gegründet 1846 und landesherrlich bestätigt am 8. Januar 1847. Preußische Konzession vom 21. August 1846 zum Bau der Strecke von Aachen über Gladbach, Neuss nach Düsseldorf (Bahnstrecke Aachen–Mönchengladbach und Bahnstrecke Mönchengladbach–Düsseldorf).

## Gründung

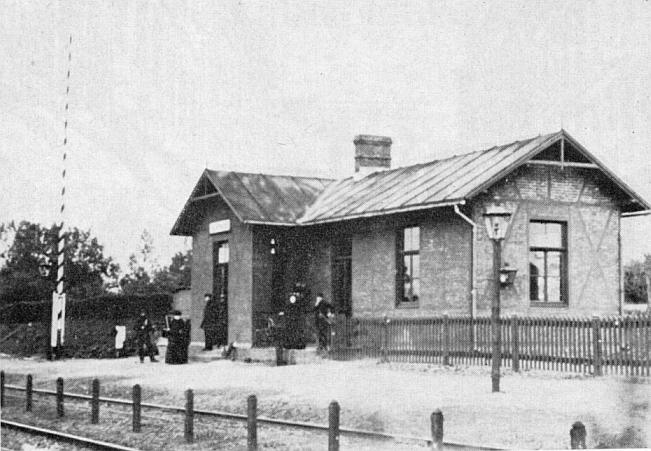
Bahnhof Übach-Palenberg um 1900

Die Ruhrort-Crefeld-Kreis Gladbacher Eisenbahngesellschaft baute die Eisenbahnstrecke von Homberg am Rhein über Krefeld nach Viersen mit einer Länge von 33,6 Kilometern und eröffnete sie am 15. Oktober 1849. Auf Grund von Finanzierungsschwierigkeiten erhielt die Gesellschaft eine staatliche Zinsgarantie. Im Vertrag vom 26. September 1846 wurde vereinbart, dass der preußische Staat für beide Gesellschaften die weitere Bauausführung sowie den Betrieb und die Verwaltung der Bahnen übernimmt.

## Streckenbau
Mit Datum vom 1. April 1850 übergaben beide Bahngesellschaften die Betriebsführung an die königliche Eisenbahndirektion in Aachen. Diese übernahm den weiteren Streckenbau wie folgt:
| Streckenabschnitt         | Länge   | Eröffnet          |
| ------------------------- | ------- | ----------------- |
| Viersen – Gladbach        | 8,6 km  | 15. Oktober 1851  |
| Gladbach – Rheydt         | 3,8 km  | 12. August 1852   |
| Rheydt – Herzogenrath     | 44,0 km | 12. November 1852 |
| Herzogenrath – Aachen     | 13,2 km | 17. Januar 1853   |
| Aachen – Grenze D/NL      | 2,7 km  | 23. Oktober 1853  |
| Gladbach – Oberkassel     | 24,2 km | 17. Januar 1853   |
| Oberkassel – Rheinstation | 0,9 km  | 16. Oktober 1854  |

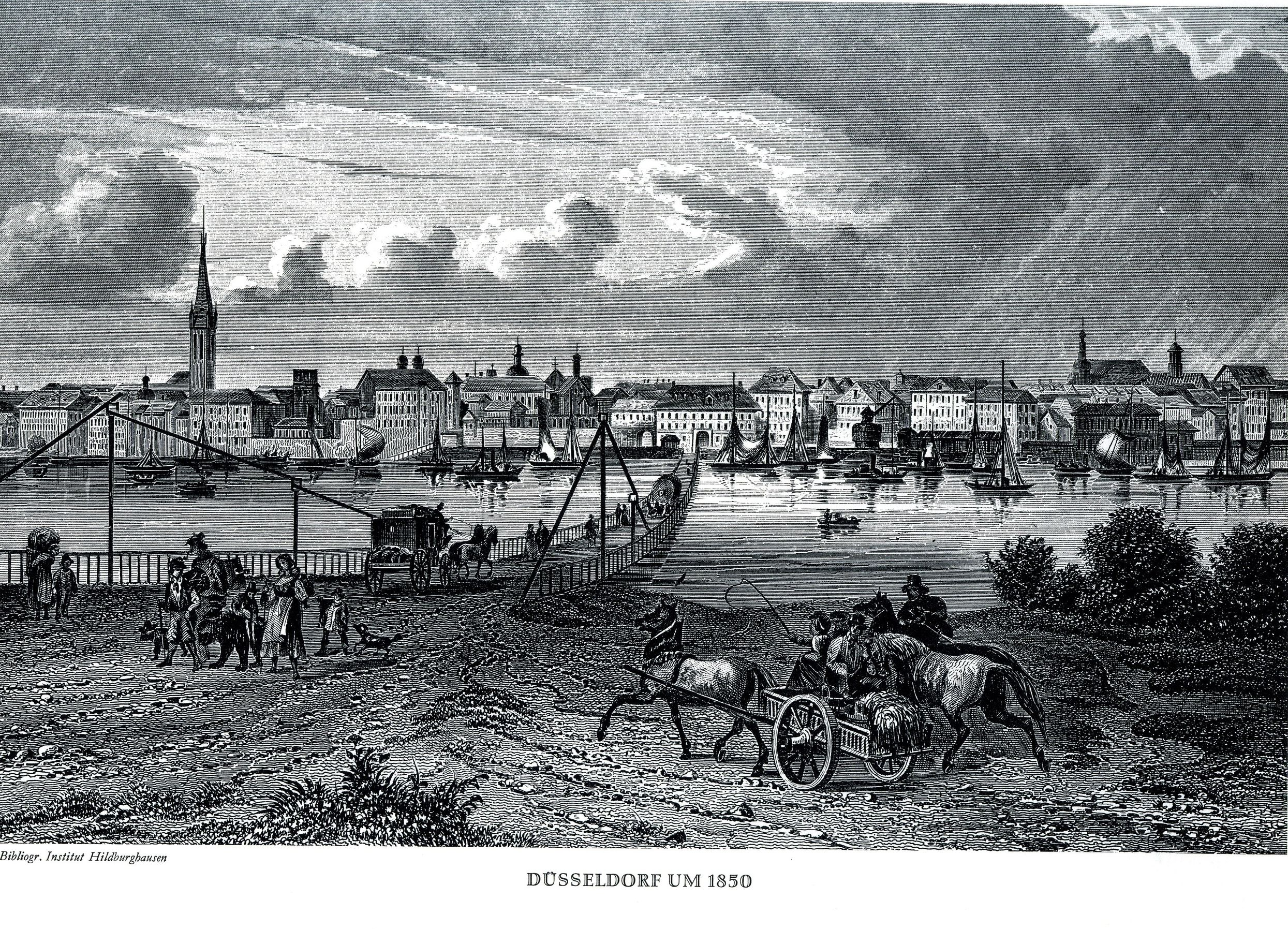
Pontonbrücke um 1850 mit Blick von Oberkassel auf die Düsseldorfer Altstadt

In der Rheinstation an der Rheinwiese des Rheinknies konnten die Waren auf die Schifffahrt umgeschlagen oder mit Fuhrwerken über die Düsseldorfer Schiffsbrücke weiter transportiert werden. Nächster Bahnhof an der Strecke war der am heutigen Belsenplatz gelegene Bahnhof Oberkassel. Von dort führte die Strecke entlang des Greifwegs in Richtung Neuss.
Die Initiatoren der Bahnstrecke aus dem Bereich der Industrie im Raume Krefeld und Mönchengladbach wollten der heimischen Industrie einen günstigen Zugang zu den Rohstoffen von Übersee über den Antwerpener Hafen und eine billige Brennstoffversorgung mit Ruhrkohle ermöglichen. Gleichzeitig erleichterten die Bahnverbindungen den Absatz der eigenen Produkte. Um die aufwändige Umladung der Waren bei der Rheinüberquerung zu vermeiden – den Bau einer Eisenbahnbrücke von Ruhrort nach Homberg hatte das Militär nicht erlaubt – vereinbarte die Ruhrort-Crefeld-Kreis Gladbacher Eisenbahngesellschaft am 29. März 1849 vertraglich mit der Cöln-Mindener Eisenbahn einen Trajektbetrieb über den Rhein zwischen Ruhrort und Homberg für Güter- und Personenwagen.
Das Eisenbahntrajekt Ruhrort–Homberg nahm am 12. November 1852 seinen Betrieb auf. Anfangs wurden die Waggons an Seilen über schräge Ebenen auf die antriebslosen Ponten herabgelassen und am anderen Ufer durch Lokomotiven an Seilen wieder heraufgezogen. Ein Dampfschiff mit den beiderseits angekoppelten Ponten besorgte die Überfahrt. So konnten monatlich bis zu 700 Wagen übergesetzt werden. Um die Leistungsfähigkeit der Trajektanstalt zu erhöhen, bauten beide Bahngesellschaften ab 1854 an beiden Ufern Hebetürme, über die die Wagen hydraulisch von den Fährschiffen gehoben oder abgesenkt werden konnten. Nach der Inbetriebnahme am 1. Mai 1856 konnte die Fährleistung von rd. 30.000 Wagen auf rd. 50.000 Wagen jährlich gesteigert werden.

## Übernahme durch die Bergisch-Märkische Eisenbahn-Gesellschaft

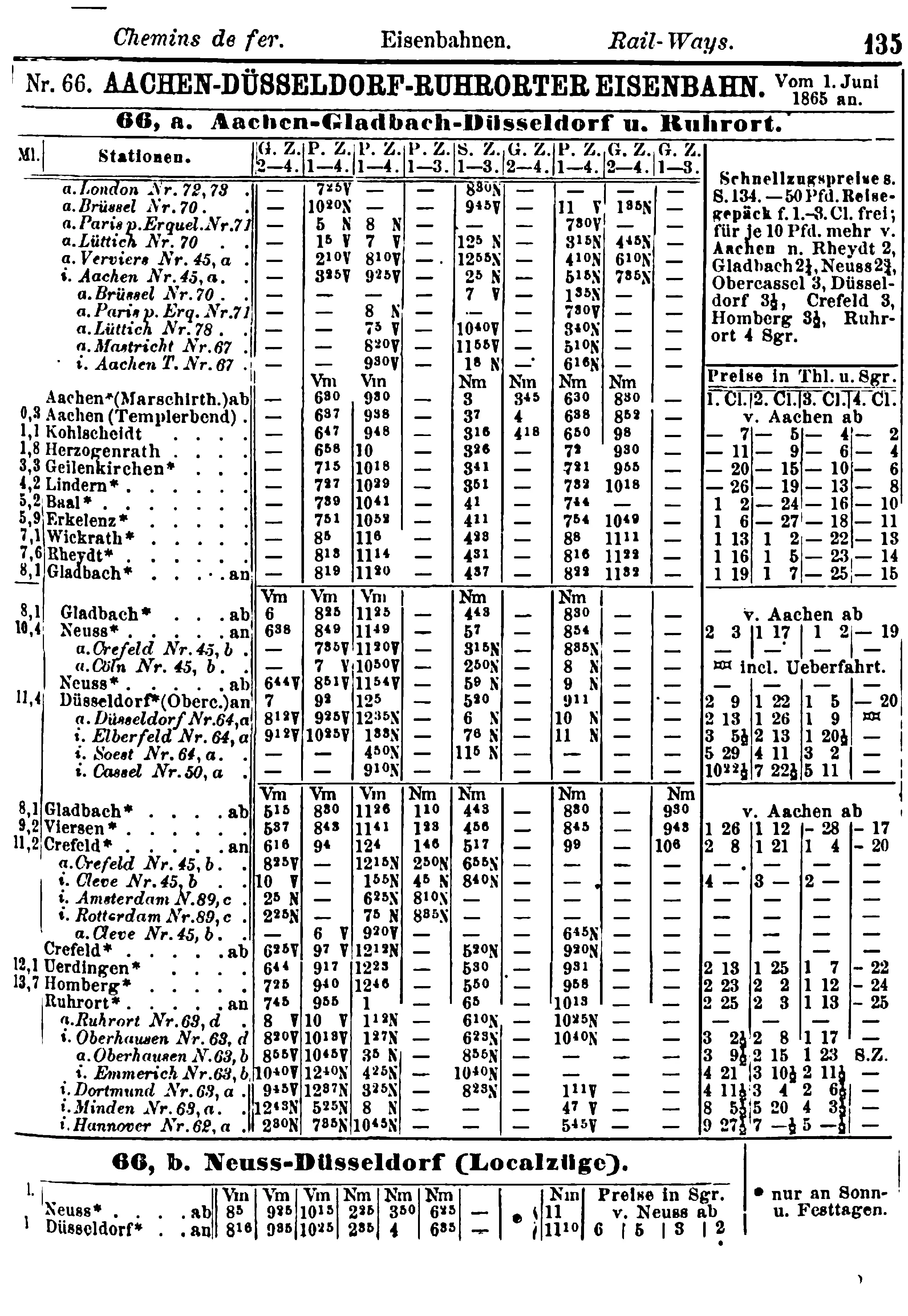
1865 ab Aachen

Mit dem Bau der 1862 fertiggestellten Bahnstrecke Witten/Dortmund–Oberhausen/Duisburg trat die Bergisch-Märkische Eisenbahn-Gesellschaft (BME) im Wettbewerb mit der zuvor im Ruhrgebiet ausschließlich tätigen Cöln-Mindener Eisenbahn (CME) um den Abtransport der geförderten Steinkohle. Sie hatte sogar den Wettbewerbsvorteil, dass ihre Strecke südlich der Stammstrecke der CME mitten durch das damalige Fördergebiet verlief und somit der Anschluss der Zechen mit weniger Aufwand möglich war. Ihrem strategischen Ziel Kohle auch in Richtung Belgien, Niederlande und zu den dortigen Seehäfen zu transportieren kam die BME durch den Bau einer 1867 fertiggestellten Anschlussstrecke vom Bahnhof Styrum zum Ruhrorter Hafen einen ersten Schritt näher.

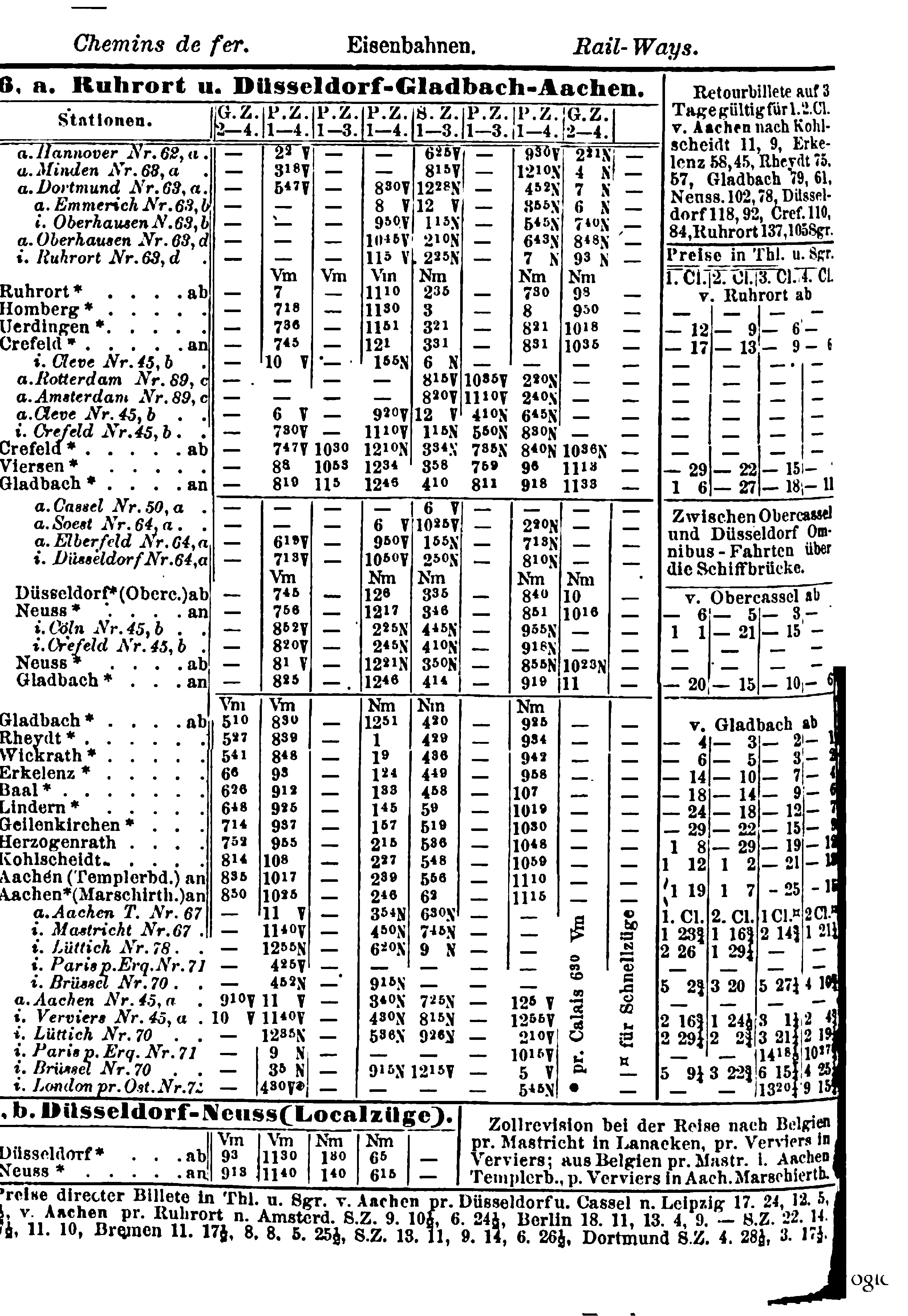
1865 ab Ruhrort

Aber der Umschlag der Kohle auf Rheinschiffe war für die Versorgung Belgiens mit Kohle umständlich und teuer und beim weiteren Kohleumschlag waren die belgischen Seehäfen gegenüber den niederländischen stark benachteiligt. Deshalb stellte sie dem preußischen Staat die Geldmittel zur Übernahme aller Aktien der Aachen-Düsseldorf-Ruhrorter Eisenbahn zur Verfügung. Daraufhin wurde am 8. Januar 1866 die Betriebsführung der Aachen-Düsseldorf-Ruhrorter Eisenbahn der „Königlichen Direktion der Bergisch-Märkischen Eisenbahn in Elberfeld“ übertragen und die Direktion in Aachen aufgelöst. Auf diese Weise fusionierten die Aachen-Düsseldorf-Ruhrorter Eisenbahn-Gesellschaft und die BME zum 1. Januar 1866. Nun lag der Transport von Kohle und anderen Gütern ausschließlich über den Landweg vom Ruhrgebiet bis an die Grenze zu Belgien in der Hand einer Eisenbahndirektion.